# Johann Fischer (Theologe)

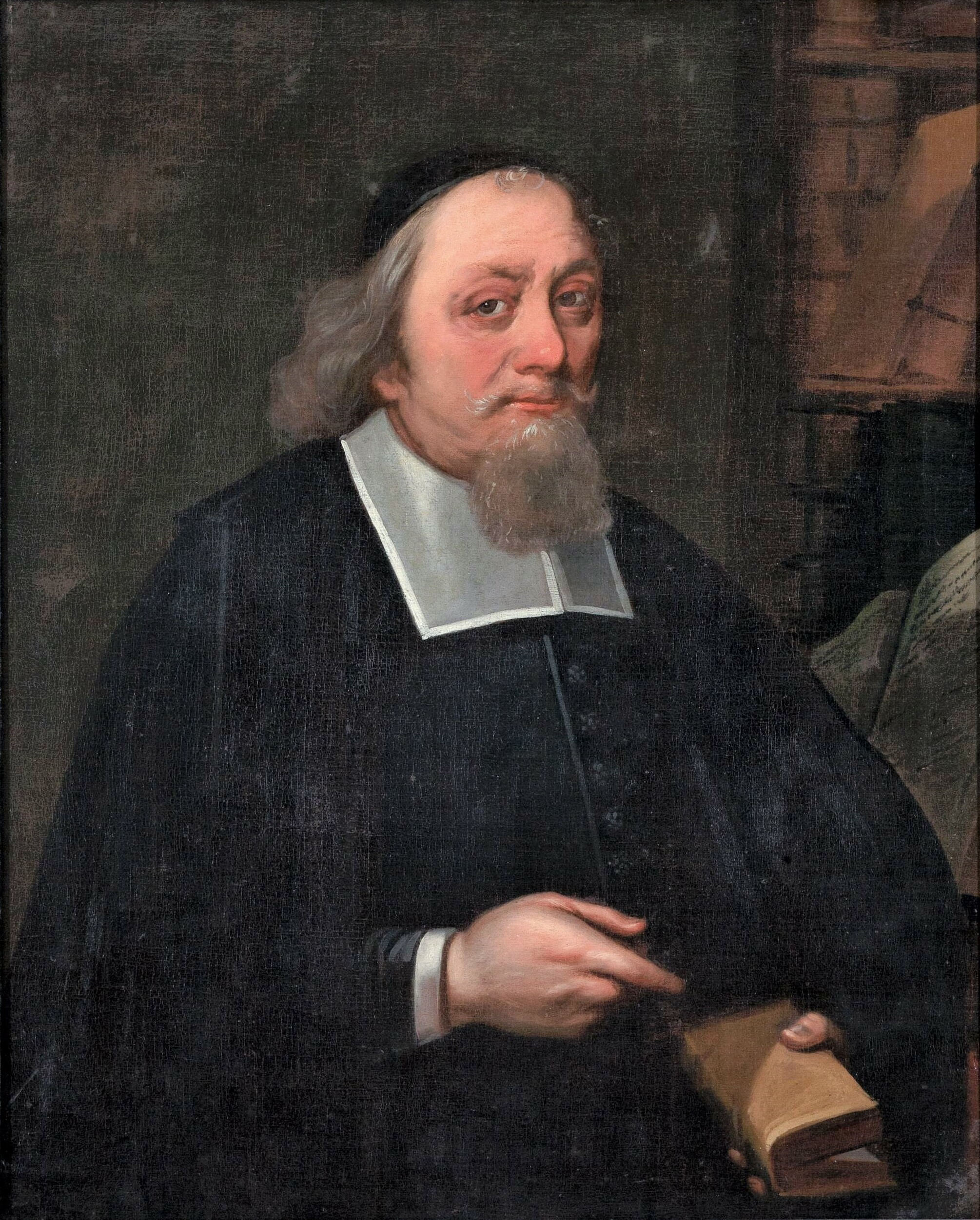
Porträt Johann Fischer (1686) von Ernst Wilhelm Londicer, Museum für Rigaer Stadtgeschichte und Schifffahrt

Johann Fischer, Pseudonym: Christianus Alethophilus, (getauft 15. Dezember 1636 in Lübeck; † 17. Mai 1705 in Magdeburg) war ein deutscher Theologe.

## Leben
Fischer war Sohn eines Tuchhändlers und besuchte das Katharineum zu Lübeck. Ab 1655 studierte er zunächst Rechtswissenschaften an den Universitäten Rostock und Helmstedt, nach Michaelis 1657 Theologie an der Universität Altdorf und schließlich 1660 an der Universität Leiden. Er schloss mit dem Magister ab und war zunächst bei einem Landprediger. Als Kandidat war er in Stade tätig. Mit einer 1665 übersetzten Schrift Richard Baxters wurde er in Fachkreisen bekannt; sie machte ihn jedoch auch den Vertretern der Lutherischen Orthodoxie suspekt. Durch die Übersetzung gewann er die lebenslange Freundschaft Philipp Jacob Speners. Auch der Pfalzgraf Christian August von Pfalz-Sulzbach wurde auf ihn aufmerksam und holte ihn 1666 als Diakon nach Sulzbach, wo er 1667 zunächst Stadtprediger, dann Pastor und Superintendent wurde.
Zu Beginn des Jahres 1673 wurde er Superintendent in Livland, das damals fast das ganze Baltikum umfasste und als Provinz zu Schweden gehörte. Sein Vorgänger Georg Preuß blieb 1674 noch für die Bezirke Dorpat, das auch Sitz des Oberkonsistoriums war, und Pernau im Amt. Mit dem Rückhalt des schwedischen Königs in Stockholm reformierte Fischer das Kirchenwesen in Livland, auch gegen den anhaltenden Einfluss von Preuß im Konsistorium. Erst 1678 wurde Fischer uneingeschränkt Generalsuperintendent. Er gründete staatlich finanzierte Schulen in allen Bezirken.
Fischer veranlasste Bibelübersetzungen ins Revalestnische, Dörptestnische und Lettische, wovon zu Fischers Zeiten in der von ihm 1675 in Riga gegründeten Druckerei eine lettische Bibel und ein dörptestnisches Neues Testament gedruckt wurden. Es folgten entsprechend Gesangbücher.
Bei der Huldigung der Stände in Riga vor König Karl XI. von Schweden 1687 trat er für den Absolutismus ein und wurde dafür mit den lebenslangen Einkünften aus dem Gut Lindenhof (heute: Liepa, Bezirk Priekuļi) belohnt. 1690 erhielt er den Ruf als Professor der Theologie an die Universität Dorpat. 1693 wurde er Ehrendoktor der Theologischen Fakultät der Universität Uppsala. Mit Einführung des neuen schwedischen Kirchengesetzes von 1686 in Livland wurde ab 1690 der Handlungsspielraum der Deutsch-Balten erheblich beschnitten. 1699 verließ Fischer Livland. In seiner Heimatstadt fiel er 1699 als einer von sechs Kandidaten für das Amt des Superintendenten der Evangelisch-Lutherischen Kirche in Lübeck durch. Sein Freund Spener soll ihm indirekt die Stelle des Generalsuperintendenten des Herzogtums Magdeburg verschafft haben.
In Livland erhielt er den Ehrennamen Neuer Apostel Livlands für seine Verdienste um Bildung und Kultur.

## Werke (Auswahl)
- Die Nothwendige Lehre Von der Verleugnung Unser Selbst  / Auß Gottes Wort außgeführet durch Richard Baxter. Welche von dem Authore in Englischer Sprache beschrieben: Nun aber in Teutsch übergesetzet und heraus gegeben durch J. F. L. Franckfurt am Mäyn: Hertel; Wust 1665
- Christiani Conscientiosi Sende-Schreiben: Darinnen er fraget: Ob Er in der Lutherischen Religion könne selig werden? / Beantwortet von Christiano Alethophilo SS. Theol. Stud. Auff vielfältiges Nachfragen zum andernmahl auffgelegt. [S.l.] 1672
- Herrn Johann Fischers / Dero Königl. Majestät in Schweden General Superintendenten über Lieffland und die Stadt Riga / [et]c. Erfordertes Christliches Bedencken Uber den publicirten neuen Religions-Eyd Eines E. Ministerii in Hamburg. [S.l.] 1690
- Kurtze Erklärung Verschiedener Schau-Stücken: Welche seithero Uber die Streit-Sache des sogenandten Pietismi und Chiliasmi von verschiedenen Autoribus sind verfertiget worden / In richtiger Deutung Auffgesetzet Von Christiano Alethophilo. [S.l.] [1697]